# Chemin des Prairies
Le chemin des Prairies est l'une des plus anciennes rues de Brossard, sur la Rive-Sud de Montréal. 

## Situation et accès
Le chemin des Prairies débute comme la continuité de la montée Gobeil sur un viaduc au-dessus de l'autoroute 10 au kilomètre 12 de cette dernière et se poursuit comme petit chemin de campagne vers le nord jusqu'à l'autoroute 30. Il est d'ailleurs sectionné en deux parties à cause de la voie rapide.
La partie au nord de l'autoroute de l'Acier est la plus longue et la plus habitée. Cette partie traverse les secteurs « L » et « O » au sud du boulevard Taschereau et le secteur « R » au nord de l'artère qui est aussi la route 134.
Le chemin des Prairies est en sens unique vers le sud entre la rue Récollet et le boulevard Marie-Victorin, où il se termine.

## Origine du nom
Le nom du chemin viendrait du fait qu'il traverse une prairie et qu'il menait à l'époque au chemin qui menait à La Prairie, ville voisine de Brossard.

## Historique
En 1717, le grand nombre de terres concédées sur la rive droite (côté Brossard) de la rivière Saint-Jacques dans le secteur requérait désormais un chemin pour les relier entre elles. À partir de 1736, quand les terres de la Côte Ange-Gardien furent concédées, le chemin fut prolongé dans les terres en s'éloignant de la rivière.
Le premier bâtiment public à être érigé sur le chemin des Prairies fut l'école de rang # 5, qui fut construite en 1834. Vingt-six ans plus tard, en 1860, l'ouverture du pont Victoria fut la cause de la déviation du chemin de fer reliant Montréal à Saint-Jean-sur-Richelieu à l'extérieur du village de La Prairie. Une nouvelle gare sur le nouveau tracé de la voie ferrée fut construite près de l'intersection du chemin des Prairies et de l'actuelle rue Ontario de Brossard. Par contre, en 1880, l'ouverture d'une nouvelle voie ferrée à destination des États-Unis diminua l'importance de la gare étant donné que la nouvelle ligne passait par le centre de La Prairie, ce qui n'empêchait pas. cependant, des marchands de venir s'établir sur le chemin, qui était surtout occupé par les cultivateurs.
Il faisait partie de la paroisse Laprairie de la Magdeleine, devenue Brossard en 1958.
Après avoir été dénommé « Pointe-à-Jacob », « Chemin Brosseau », il est nommé « boulevard des Prairies » en 1963 et puis « Chemin des Prairies » en 1993.